# NGC 701
NGC 701 je galaksija u zviježđu Kit.

## Vanjske poveznice
- SEDS: NGC 701